# Euderomphale philippiae
Euderomphale philippiae är en stekelart som först beskrevs av Jean Risbec 1957.  Euderomphale philippiae ingår i släktet Euderomphale och familjen finglanssteklar. Inga underarter finns listade i Catalogue of Life.